# Clinton Wheeler
Pour les articles homonymes, voir Wheeler.
Clinton Wheeler, Sr., né le 27 octobre 1959 à Neptune au New Jersey et mort le 14 février 2019 à Middletown Township dans le même état américain, est un ancien joueur américain de basket-ball. Il évolue au poste de meneur. 

## Palmarès
- Champion CBA 1987
- MVP des playoffs CBA 1987
- All-CBA First Team 1986, 1989
- CBA All-Defensive First Team 1985, 1986, 1987, 1989
- Champion USBL 1987, 1994
- USBL All-Defensive Team 1985, 1987
- All-USBL Second Team 1987
- Champion WBL 1989
- Champion d'Allemagne 1990, 1991, 1992, 1993
- Coupe d'Allemagne 1990, 1991, 1993